# Egenhausen
Egenhausen település Németországban, azon belül Baden-Württembergben. Lakosainak száma 2143 fő (2023. december 31.).

## Népesség
A település népessége az elmúlt években az alábbi módon változott:
| Lakosok száma | 1125 | 1286 | 1529 | 1572 | 1582 | 1768 | 1936 | 1986 | 1943 | 2143 |
|               | 1961 | 1967 | 1974 | 1980 | 1987 | 1993 | 2000 | 2006 | 2013 | 2023 |